# Мулан (филм из 1998)
Мулан (енгл. Mulan) је амерички анимирани филм компаније Волт Дизни из 1998. године. Филм је инспирисан кинеском легендом о древној ратници Мулан и то је 36. Дизнијев филм. Прављење филма је почело 1994. године и исте године су супервизори филма отишли у Кину како би добили уметничку и културну инспирацију.
Филм је добио позитивне критике и зарадили су преко 304 $, и добио је номинације за Златни глобус и Оскара.
Године 2004. је направљен наставак филма, Мулан 2. Играни римејк филма је оригинално био заказан за 2. новембар 2018. године, али је одложен за 27. март 2020. године.
Српску синхронизацију филма је 2009. године радио студио Лаудворкс за канал РТС 1. Песме нису синхронизоване.

## Улоге
| Улога        | Глас                                             | Српски глас         |
| ------------ | ------------------------------------------------ | ------------------- |
| Мулан        | Минг-На Вен (дијалози) Леа Салонга (песме)       | Андријана Оливерић  |
| Мушу         | Еди Марфи                                        | Милан Антонић       |
| Шенг         | Бредли Дерил Вонг (дијалози) Дони Осмонд (песме) | Јаков Јевтовић      |
| Шан Ју       | Мигел Ферер                                      | Предраг Ђорђевић    |
| Фа Зу        | Сун Тек Ох                                       | Дарко Томовић       |
| Фа Ли        | Фреда Фо Шен                                     | Јелена Стојиљковић  |
| Бака Фа      | Џун Фореј (дијалози) Марни Никсон (песме)        | Мариана Аранђеловић |
| Јао          | Харви Фирштајн                                   | Димитриjе Илић      |
| Линг         | Геде Ватанабе (дијалози) Метју Вајлдер (песме)   | Синиша Убовић       |
| Чиен По      | Џери Тондо                                       | Димитриjе Илић      |
| Чи-Фу        | Џејмс Хонг                                       | Бранислав Зеремски  |
| Кинески цар  | Пет Морита                                       | Младен Андрејевић   |
| Први предак  | Џорџ Такеи                                       | Дарко Томовић       |
| Проводаџијка | Миријам Марголис                                 | Јелена Стојиљковић  |
| Генерал Ли   | Џејмс Шигета                                     | Предраг Ђорђевић    |